# Benetton

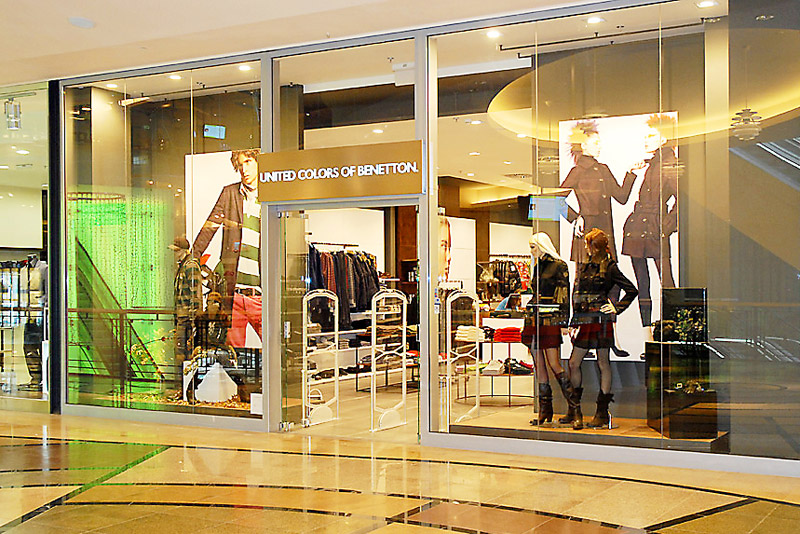
En av modekedjans butiker, i köpcentret Palladium i Prag.

Benetton Group är en globalt företag inom mode med huvudkontor i Ponzano Veneto i Italien. Namnet härstammar från familjen Benetton som grundade företaget 1965. Benetton har ett nätverk med cirka 5 000 butiker som marknadför sig under namnet United Colors of Benetton.